# Соловей, Павел Сильвестрович
Па́вел Сильве́стрович Солове́й (1862 — 23 августа (5 сентября) 1909) — член III Государственной думы от Гродненской губернии, крестьянин.
Православный, крестьянин деревни Осовцы Селецкой волости Пружанского уезда. Окончил народное училище. 27 лет служил на Московско-Брестской железной дороге, из них последние 12 лет — конторщиком. Занимался земледелием (4 десятины надельной и 5 десятин собственной земли).
14 октября 1907 года избран в Государственную думу III созыва от общего состава выборщиков Гродненского губернского избирательного собрания. Входил во фракцию умеренно-правых. Состоял членом комиссии о путях сообщения. Умер 23 августа 1909 года.